# Кабунгсуан, Шариф Мухаммед
Шариф Мухаммед Кабунгсуан (?—1543) — первый султан Магинданао (сегодня Филиппины), возглавивший созданный им султанат в 1520 году.

## Биография
Будущий султан был смешанного арабо-малайского происхождения. Родился в Джохоре. Переехав на Минданао, проповедовал там ислам. Женился на местной принцессе. В 1520 году основал и возглавил государство. Скончался в 1543.

## Память
В его честь называлась существовавшая в 2006—2008 годах филиппинская провинция Шариф-Кабунсуан.